# أندريه بيريس
أندريه بيريس هو لاعب كرة قدم برتغالي في مركز الدفاع، ولد في 7 فبراير 1990 في Sobral de Monte Agraço ‏ في البرتغال. لعب مع سبورتينغ براغا ونادي أولهانينسي ونادي بيلينينسش.

## وصلات خارجية
- أندريه بيريس على موقع قاعدة بيانات كرة القدم.إي يو (الإنجليزية)
- أندريه بيريس على موقع Soccerway.com (الإنجليزية)